# 이스트도싯

이스트도싯의 위치

이스트도싯(영어: East Dorset)은 잉글랜드 도싯주에 위치한 비도시 자치구로 중심 도시는 윔본민스터이며 인구는 88,186명(2014년 기준), 면적은 354.4km2이다.